# ВК Сингидунум
Ватерполо клуб Сингидунум је ватерполо клуб из Београда, Србија. Основан је 2008. године, а тренутно се такмичи у Првој Б лиги Србије.

## Историја
Клуб је основан 1. јуна 2008. године, а пуноправни члан Ватерполо савеза Србије је постао 14. новембра исте године. Сингидунум је са такмичењем кренуо од сезоне 2008/09. у Првој Б лиги Србије, другом рангу такмичења, када је заузео четврто место.
У сезони 2009/10. је као другопласирани у Првој Б лиги играо плеј-аут за улазак у Прву А лигу Србије. Ипак је поражен од београдског Студента, петопласираног тима из Прве А лиге, са 2:1 у победама. Сезону 2010/11. је завршио на трећем месту.
Већ у сезони 2011/12., четвртој такмичарској сезони од оснивања, клуб је успео да обезбеди пласман у Прву А лигу, освојивши прво место у Првој Б лиги.
Прву сезону у Првој А лиги клуб је завршио на претпоследњем осмом месту па је играо бараж за опстанак. У баражу са састао са нишким Наисом, прваком Прве Б лиге, али ипак није успео да сачува прволигашки статус јер је поражен 13:12 код куће и 5:4 у гостима.Данас се такмичи у Првој Б лиги са јасним циљем да се врати у елитни ранг.